# Preux-au-Bois
Preux-au-Bois est une commune française située dans le département du Nord, en région Hauts-de-France.

## Géographie

### Localisation

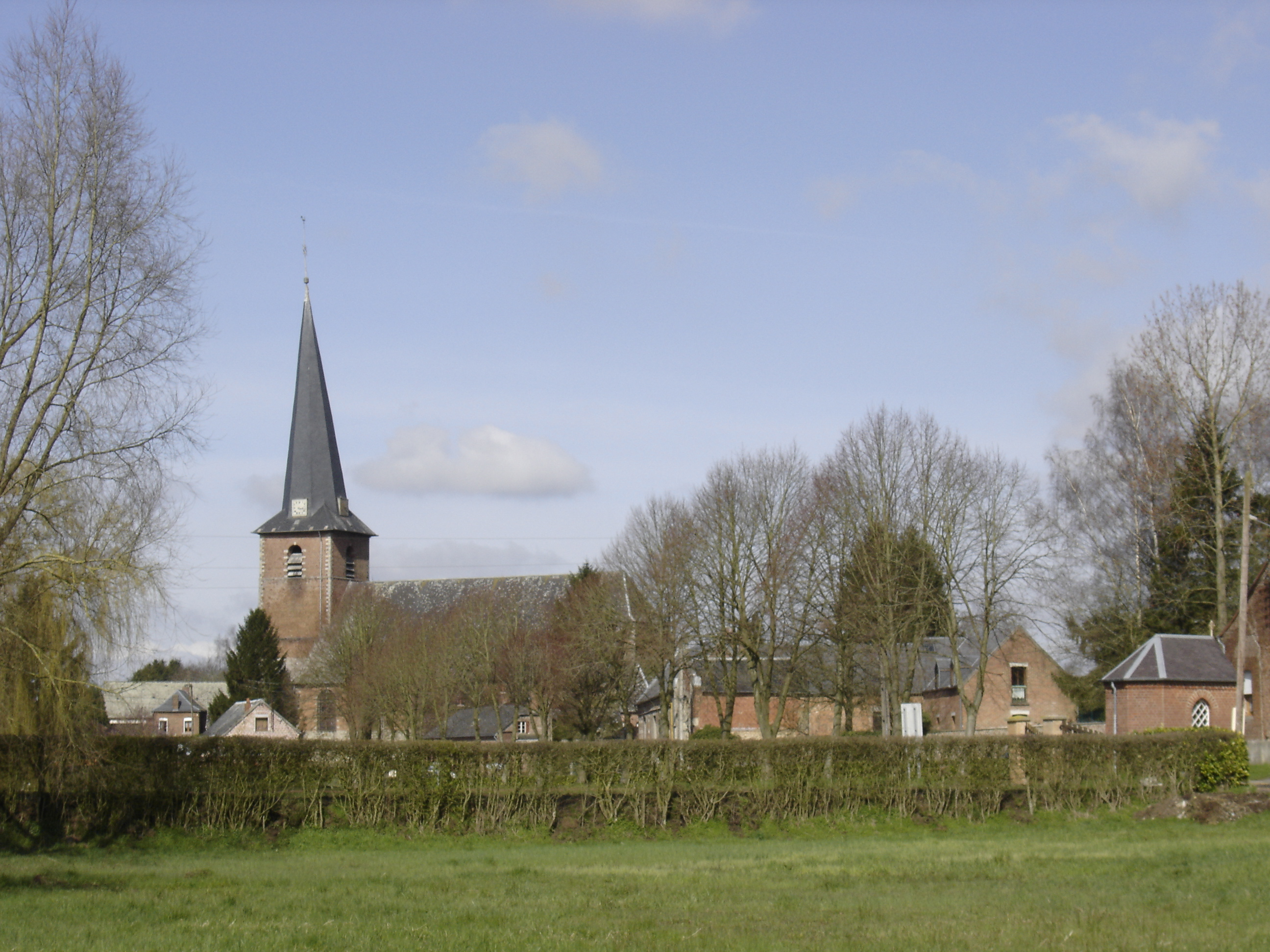
Le centre du village

Preux-au-Bois est un village de l'Avesnois qui se situe à la fois à 5 km à vol d'oiseau au sud-est de Poix-du-Nord et 24 km de Valenciennes, 16 km au sud de la frontière franco-belge, 37 km au sud-ouest de Mons et 25 km de Maubeuge, 41 km au nord-ouest d'Hirson, 30 km au nord de Guise, 44 km au nord-est de Saint-Quentin et 30 km à l'est de Cambrai.
Le village est en lisière de la forêt de Mormal.
La commune se trouve dans l'unité urbaine de Poix-du-Nord, dans la zone d'emploi de Valenciennes et dans le bassin de vie du Quesnoy.

### Communes limitrophes
Les communes limitrophes sont Hecq, Locquignol, Poix-du-Nord et Robersart.
| Englefontaine | Hecq          |            |
|               | Preux-au-Bois | Locquignol |
| Robersart     |               |            |

### Géologie et relief
La superficie de la commune est de 3,99 km2 ; son altitude varie de 139  à   160 mètres.

### Hydrographie

#### Réseau hydrographique
La commune est située dans le bassin Artois-Picardie. Elle est drainée par le ruisseau des Harpies,.
Le ruisseau des Harpies, d'une longueur de 24 km, prend sa source dans la commune de Landrecies et se jette  dans l'Écaillon à Vendegies-sur-Écaillon, après avoir traversé onze communes.

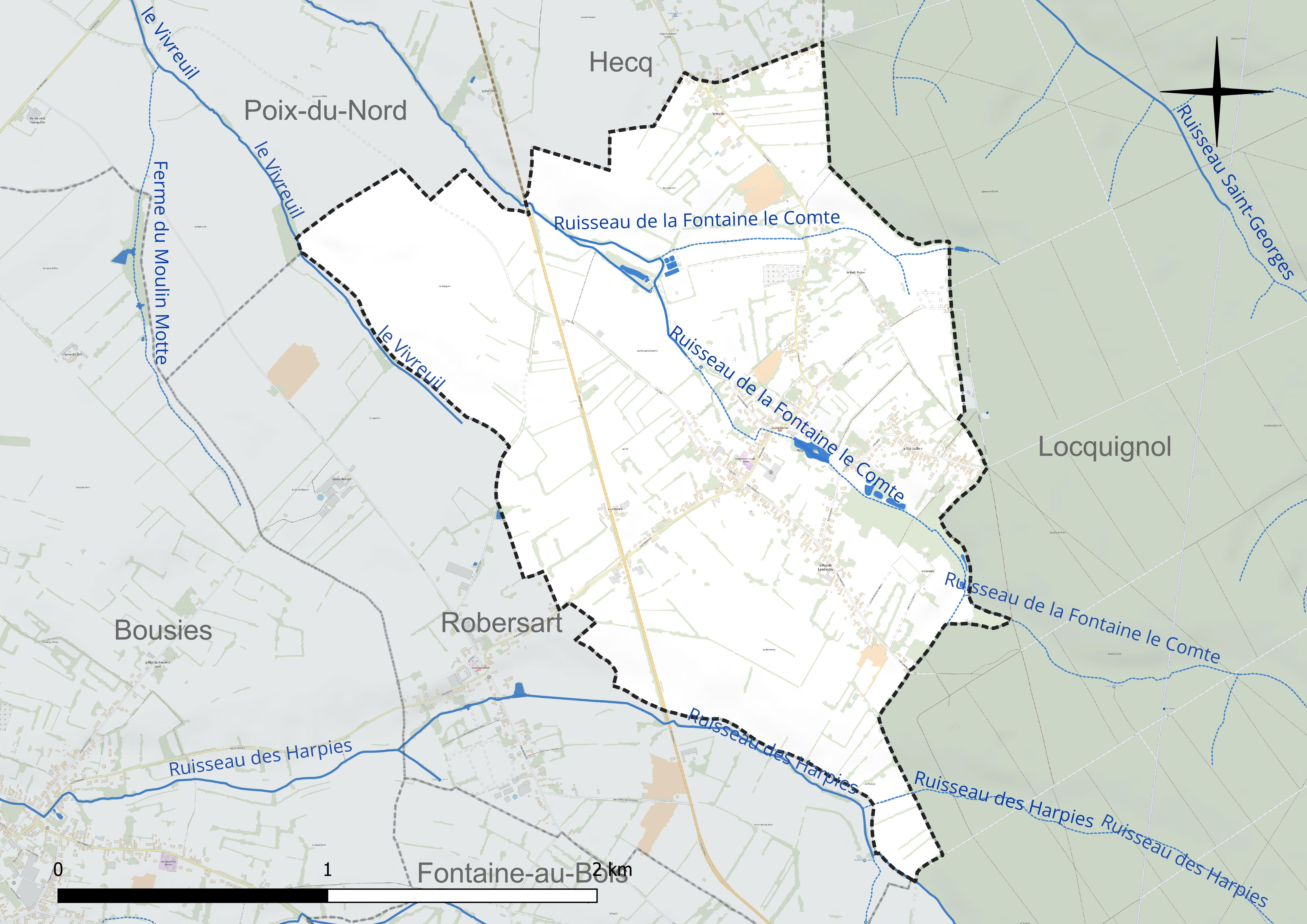
Carte hydrographique de la commune.
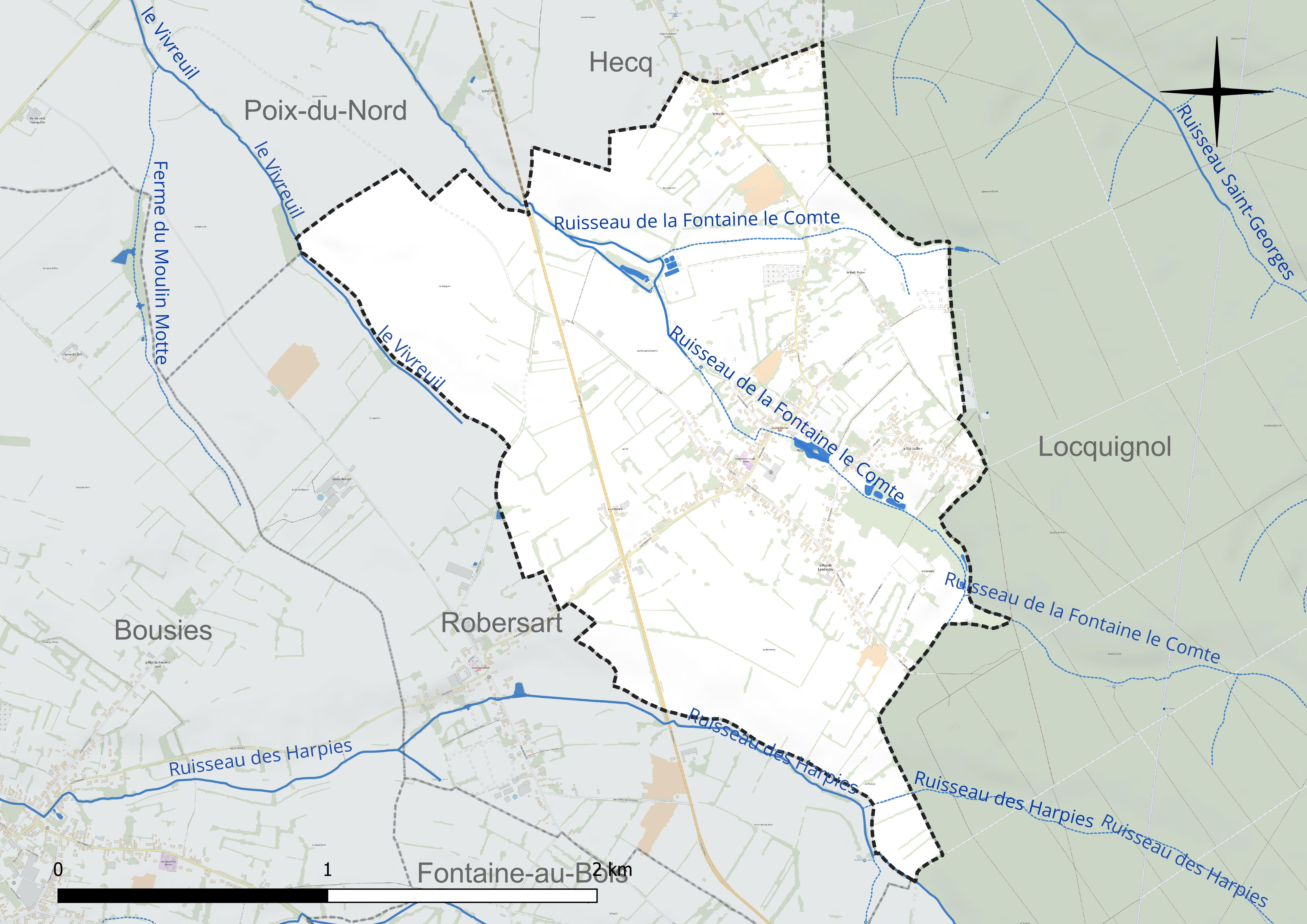
Réseau hydrographique de Preux-au-Bois.

#### Gestion et qualité des eaux
Le territoire communal est couvert par le schéma d'aménagement et de gestion des eaux (SAGE) « Escaut ». Ce document de planification concerne un territoire de 2 005 km2 de superficie, délimité par le bassin versant de l'Escaut. Le périmètre a été arrêté le 9 juin 2006 et le SAGE proprement dit a été approuvé le 13 juillet 2021. La structure porteuse de l'élaboration et de la mise en œuvre est le syndicat mixte Escaut et Affluents (SyMEA).
La qualité des cours d'eau peut être consultée sur un site dédié géré par les agences de l'eau et l'Agence française pour la biodiversité.

### Climat
Pour des articles plus généraux, voir Climat des Hauts-de-France et Climat du Nord.
En 2010, le climat de la commune est de type climat océanique dégradé des plaines du Centre et du Nord, selon une étude du CNRS s'appuyant sur une série de données couvrant la période 1971-2000. En 2020, Météo-France publie une typologie des climats de la France métropolitaine dans laquelle la commune est exposée à un climat océanique altéré et est dans la région climatique Nord-est du bassin Parisien, caractérisée par un ensoleillement médiocre, une pluviométrie moyenne régulièrement répartie au cours de l'année et un hiver froid (3 °C).
Pour la période 1971-2000, la température annuelle moyenne est de 9,7 °C, avec une amplitude thermique annuelle de 15,1 °C. Le cumul annuel moyen de précipitations est de 849 mm, avec 12,7 jours de précipitations en janvier et 9,6 jours en juillet. Pour la période 1991-2020, la température moyenne annuelle observée sur la station météorologique la plus proche, située sur la commune de Saint-Hilaire-sur-Helpe à 18 km à vol d'oiseau, est de 10,5 °C et le cumul annuel moyen de précipitations est de 802,4 mm,. Pour l'avenir, les paramètres climatiques de la commune estimés pour 2050 selon différents scénarios d'émission de gaz à effet de serre sont consultables sur un site dédié publié par Météo-France en novembre 2022.

### Paysages
La commune est située dans l'un des parcs naturels régionaux de la région Hauts-de-France, à dominante bocagère et boisée.
En 2019, une haie bocagère a été reconstituée (avec des essences locales d'arbres et buissons tels que charme, aubépine, cornouiller, troène, prunelier, noisetier, hêtre commun, érable champêtre) par la commune le long d'un nouveau sentier pédestre (reliant la rue du Bois à celle du Petit-Preux), contribuant à renforcer la trame verte et bleue régionale et du Parc naturel régional de l'Avesnois, et plus précisément dans la partie « trame verte et bleue, versant rural » de la Communauté de communes du Pays de Mormal.

## Urbanisme

### Typologie
Au 1er janvier 2024, Preux-au-Bois est catégorisée commune rurale à habitat dispersé, selon la nouvelle grille communale de densité à sept niveaux définie par l'Insee en 2022.
Elle appartient à l'unité urbaine de Poix-du-Nord, une agglomération intra-départementale regroupant cinq  communes, dont elle est une commune de la banlieue,,. La commune est en outre hors attraction des villes,.

### Occupation des sols

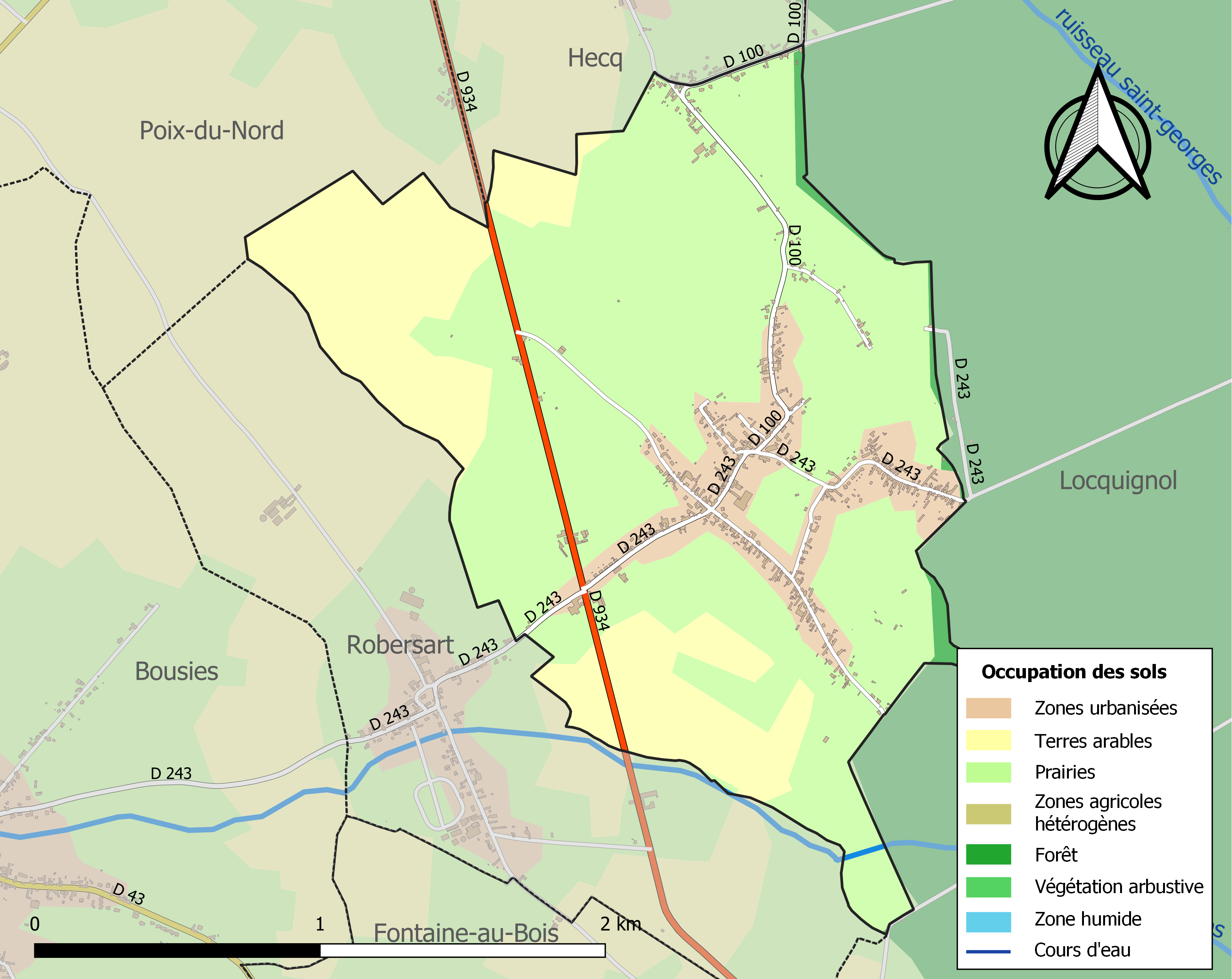
Carte des infrastructures et de l'occupation des sols de la commune en 2018 (CLC).

L'occupation des sols de la commune, telle qu'elle ressort de la base de données européenne d'occupation biophysique des sols Corine Land Cover (CLC), est marquée par l'importance des territoires agricoles (86,7 % en 2018), une proportion identique à celle de 1990 (86,7 %). La répartition détaillée en 2018 est la suivante : 
prairies (64,1 %), terres arables (22,6 %), zones urbanisées (11,7 %), forêts (1,6 %).
L'évolution de l'occupation des sols de la commune et de ses infrastructures peut être observée sur les différentes représentations cartographiques du territoire : la carte de Cassini (XVIIIe siècle), la carte d'état-major (1820-1866) et les cartes ou photos aériennes de l'IGN pour la période actuelle (1950 à aujourd'hui).

### Habitat et logement
En 2021, le nombre total de logements dans la commune était de 410, alors qu'il était de 378 en 2016 et de 366 en 2011.
Parmi ces logements, 89,3 % étaient des résidences principales, 1,2 % des résidences secondaires et 9,4 % des logements vacants. Ces logements étaient pour 97,7 % d'entre eux des maisons individuelles et pour 1,8 % des appartements.
Le tableau ci-dessous présente la typologie des logements à Preux-au-Bois en 2021 en comparaison avec celle du Nord et de la France entière. Une caractéristique marquante du parc de logements est ainsi la faible proportion des résidences secondaires et logements occasionnels (1,2 %) par rapport au département (1,8 %) et à la France entière (9,7 %).
| Typologie                                               | Preux-au-Bois | Nord | France entière |
| ------------------------------------------------------- | ------------- | ---- | -------------- |
| Résidences principales (en %)                           | 89,3          | 90,9 | 82,2           |
| Résidences secondaires et logements occasionnels (en %) | 1,2           | 1,8  | 9,7            |
| Logements vacants (en %)                                | 9,4           | 7,4  | 8,1            |

## Toponymie
Petrosum (1046), Preus (1223)
Du latin petrōsum, « pierreux ».

## Histoire

### Antiquité
Des vestiges de tuiles et de tessons gallo-romains situés entre le château et l'église témoignant d'une occupation antique des lieux ont été découverts à l'occasion du creusement d'un étang de pêche en 1978.

### Temps modernes
La Seigneurie de Preux-au-Bois appartient au XVIe siècle à Ghislain de Boufflers qui se révolte contre l'occupation espagnole, entraînant la saisie de ses biens, vendus à Charles de Martigny en 1590 sur ordre de Philippe II d'Espagne.
En 1600, le château de Preux passe à la famille de Sucre et est détruit à la suite de la bataille de Denain en 1712. Ses matériaux  sont utilisés pour construire en 1764 l'église du village.

### Époque contemporaine
En 1824, la famille de Sucre cède Preux à M. de la Coste de Sebourg.

## Politique et administration

### Rattachements administratifs et électoraux

#### Rattachements administratifs
La commune se trouve dans l'arrondissement d'Avesnes-sur-Helpe du département du Nord.
Elle faisait partie depuis avant  1806 du canton de Landrecies. Dans le cadre du redécoupage cantonal de 2014 en France, cette circonscription administrative territoriale a disparu, et le canton n'est plus qu'une circonscription électorale.

#### Rattachements électoraux
Pour les élections départementales, la commune fait partie depuis 2014 du canton d'Avesnes-sur-Helpe.
Pour l'élection des députés, elle fait partie de la douzième circonscription du Nord.

### Intercommunalité
Preux-au-Bois était membre de la communauté de communes du Pays de Mormal et Maroilles, un établissement public de coopération intercommunale (EPCI) à fiscalité propre créé en 1993 et auquel la commune avait transféré un certain nombre de ses compétences, dans les conditions déterminées par le code général des collectivités territoriales.
Conformément aux prescriptions de la loi de réforme des collectivités territoriales du 16 décembre 2010, qui a prévu le renforcement et la simplification des intercommunalités et la constitution de structures intercommunales de grande taille, celle-ci a fusionné avec ses voisines pour former, le 1er janvier 2014, la communauté de communes du Pays de Mormal, dont est désormais membre la commune.

## Équipements et services publics

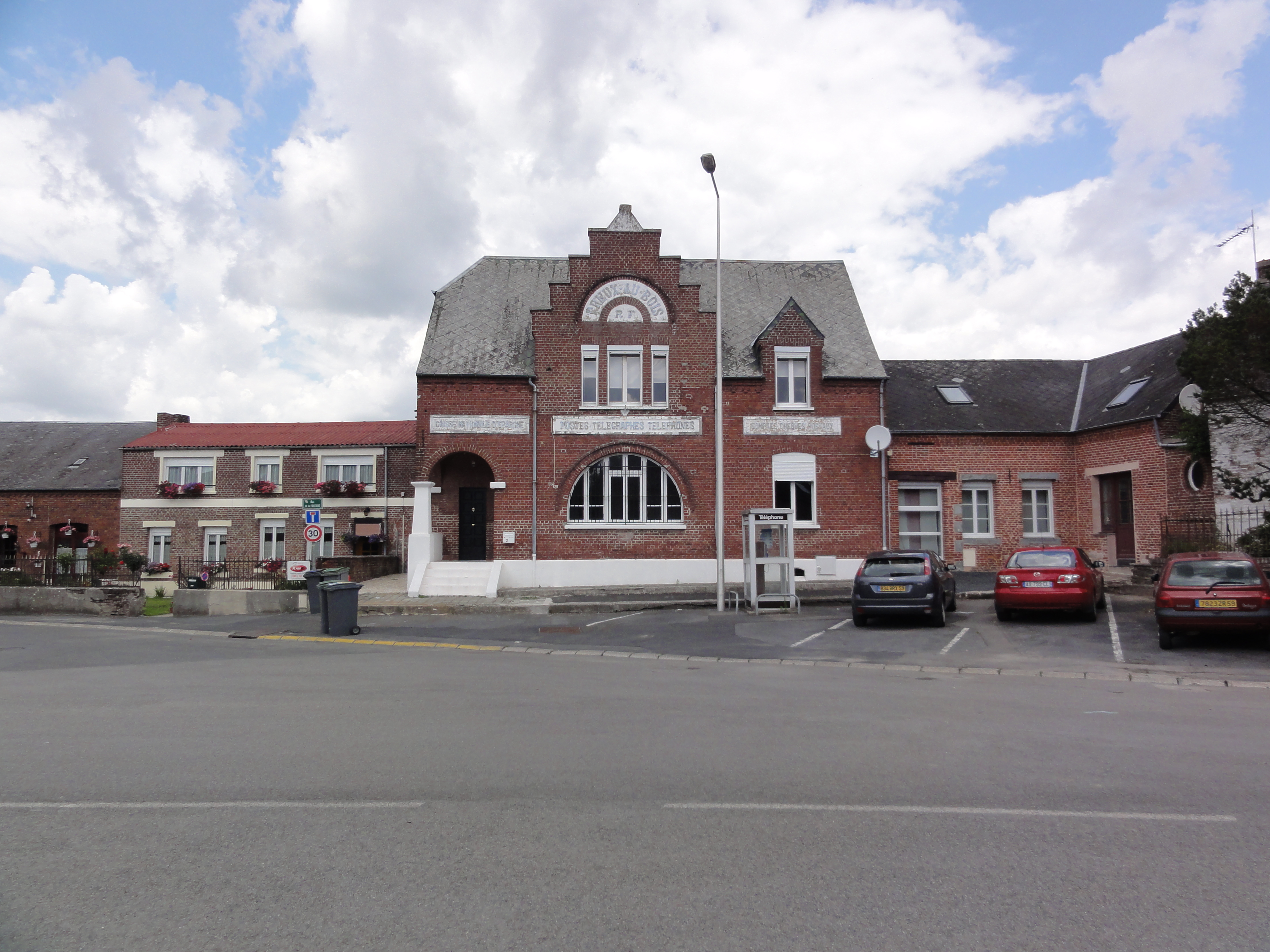
La poste.

### Liste des maires
Maire en 1939 : Vaille.
| Période                                  | Période                        | Identité              | Étiquette | Qualité                                           |
| ---------------------------------------- | ------------------------------ | --------------------- | --------- | ------------------------------------------------- |
| Les données manquantes sont à compléter. |                                |                       |           |                                                   |
|                                          |                                |                       |           |                                                   |
| avant 1802/1803                          |                                | J. Ch. Dubois         |           |                                                   |
| avant 1807                               |                                | M. Huvel              |           |                                                   |
|                                          |                                |                       |           |                                                   |
| septembre 1924                           |                                | M. Vaille             |           |                                                   |
|                                          |                                |                       |           |                                                   |
|                                          |                                | Albert Dumas          |           |                                                   |
|                                          | mars 1983                      | Jean-Pierre Lasselin  |           |                                                   |
| mars 1983                                | juin 1995                      | Maurice Boutteaux,    |           |                                                   |
| juin 1995                                | mars 2001                      | Pierre-Marie Lasselin |           |                                                   |
| mars 2001                                | 2003                           | Serge Beaumont        |           |                                                   |
| 2003                                     | 2004                           | Achille Bontant       |           |                                                   |
| 2004                                     | mai 2020                       | Jacques Ruffin        |           |                                                   |
| mai 2020                                 | octobre 2022                   | Bruno Lefevre         |           | Cadre retraité des Ets Vallourec Mort en fonction |
| février 2023,                            | En cours (au 30 novembre 2023) | David Beaumont        |           | Aide-soignant en EHPAD, fils de Serge Beaumont    |

## Population et société

### Démographie
Les habitants sont appelés les Preutains, les Preutins ou encore les Pétrosiens.

#### Évolution démographique
L'évolution du nombre d'habitants est connue à travers les recensements de la population effectués dans la commune depuis 1793. Pour les communes de moins de 10 000 habitants, une enquête de recensement portant sur toute la population est réalisée tous les cinq ans, les populations de référence des années intermédiaires étant quant à elles estimées par interpolation ou extrapolation. Pour la commune, le premier recensement exhaustif entrant dans le cadre du nouveau dispositif a été réalisé en 2005.

En 2022, la commune comptait 839 habitants, en évolution de −0,71 % par rapport à 2016 (Nord : +0,51 %, France hors Mayotte : +2,11 %).
| 1793  | 1800 | 1806 | 1821  | 1831  | 1836  | 1841  | 1846  | 1851  |
| ----- | ---- | ---- | ----- | ----- | ----- | ----- | ----- | ----- |
| 1 017 | 682  | 859  | 1 127 | 1 540 | 1 577 | 1 605 | 1 646 | 1 617 |

| 1856  | 1861  | 1866  | 1872  | 1876  | 1881  | 1886  | 1891  | 1896  |
| ----- | ----- | ----- | ----- | ----- | ----- | ----- | ----- | ----- |
| 1 612 | 1 660 | 1 724 | 1 703 | 1 732 | 1 670 | 1 675 | 1 626 | 1 587 |

| 1901  | 1906  | 1911  | 1921  | 1926  | 1931  | 1936  | 1946  | 1954  |
| ----- | ----- | ----- | ----- | ----- | ----- | ----- | ----- | ----- |
| 1 515 | 1 566 | 1 449 | 1 322 | 1 382 | 1 301 | 1 152 | 1 209 | 1 114 |

| 1962  | 1968  | 1975  | 1982 | 1990 | 1999 | 2005 | 2006 | 2010 |
| ----- | ----- | ----- | ---- | ---- | ---- | ---- | ---- | ---- |
| 1 065 | 1 004 | 1 003 | 885  | 761  | 807  | 801  | 781  | 837  |

| 2015 | 2020 | 2022 | - | - | - | - | - | - |
| ---- | ---- | ---- | - | - | - | - | - | - |
| 831  | 833  | 839  | - | - | - | - | - | - |

#### Pyramide des âges
La population de la commune est relativement jeune.
En 2018, le taux de personnes d'un âge inférieur à 30 ans s'élève à 31,6 %, soit en dessous de la moyenne départementale (39,5 %). À l'inverse, le taux de personnes d'âge supérieur à 60 ans est de 27,9 % la même année, alors qu'il est de 22,5 % au niveau départemental.
En 2018, la commune comptait 418 hommes pour 422 femmes, soit un taux de 50,24 % de femmes, légèrement inférieur au taux départemental (51,77 %).
Les pyramides des âges de la commune et du département s'établissent comme suit.
| Hommes | Classe d’âge | Femmes |
| ------ | ------------ | ------ |
| 0,5    | 90 ou +      | 1,0    |
| 8,0    | 75-89 ans    | 7,2    |
| 17,6   | 60-74 ans    | 21,5   |
| 22,7   | 45-59 ans    | 20,1   |
| 19,0   | 30-44 ans    | 19,1   |
| 14,2   | 15-29 ans    | 15,1   |
| 18,1   | 0-14 ans     | 16,0   |

| Hommes | Classe d’âge | Femmes |
| ------ | ------------ | ------ |
| 0,5    | 90 ou +      | 1,4    |
| 5,3    | 75-89 ans    | 8,1    |
| 14,8   | 60-74 ans    | 16,2   |
| 19,1   | 45-59 ans    | 18,4   |
| 19,5   | 30-44 ans    | 18,7   |
| 20,7   | 15-29 ans    | 19,1   |
| 20,2   | 0-14 ans     | 18     |

## Culture locale et patrimoine

### Lieux et monuments
- L'Église St Martin de 1764; devant l'église, une grotte de Lourdes.
- Chapelle Saint-Roch de 1792 et quelques autres chapelles-oratoires disséminées sur la commune.
- L'étang de plaisance, creusé en 1978
- Mémorial Louise Thuliez, résistante, mort en 1966, de 1970
- Le buste du général Antonio José de Sucre y Alcala, Président à vie de Bolivie en 1826, descendant des seigneurs de Preux
- Le monument aux morts de 1920.
- Dans le cimetière communal, se trouvent 66 tombes de guerre de la Commonwealth War Graves Commission de soldats britanniques tués à la libération du village le 4 novembre 1918.
- Arboretum de Preux au Bois, aménagé à partir de 1968[35]

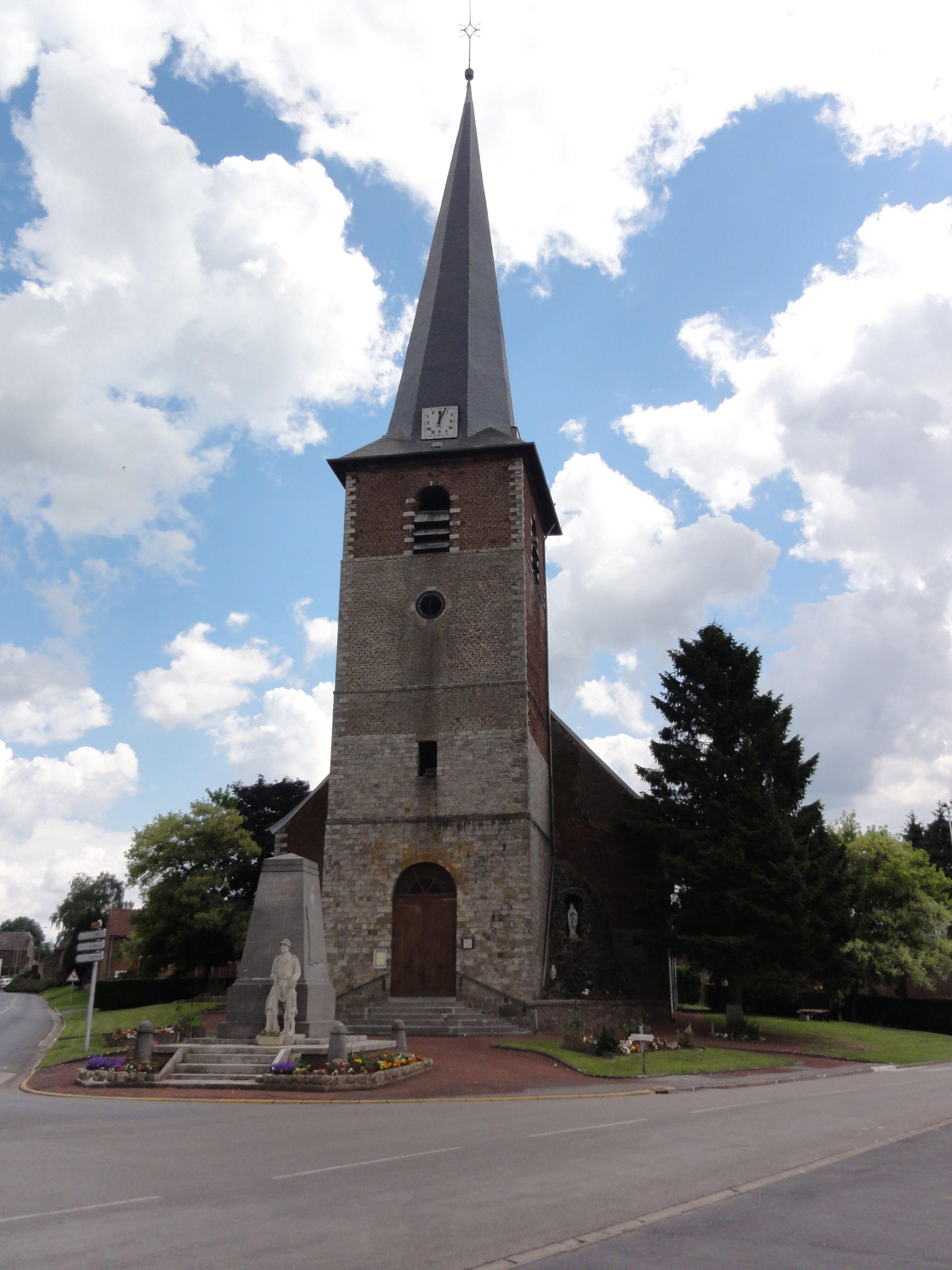
L'église Saint-Martin
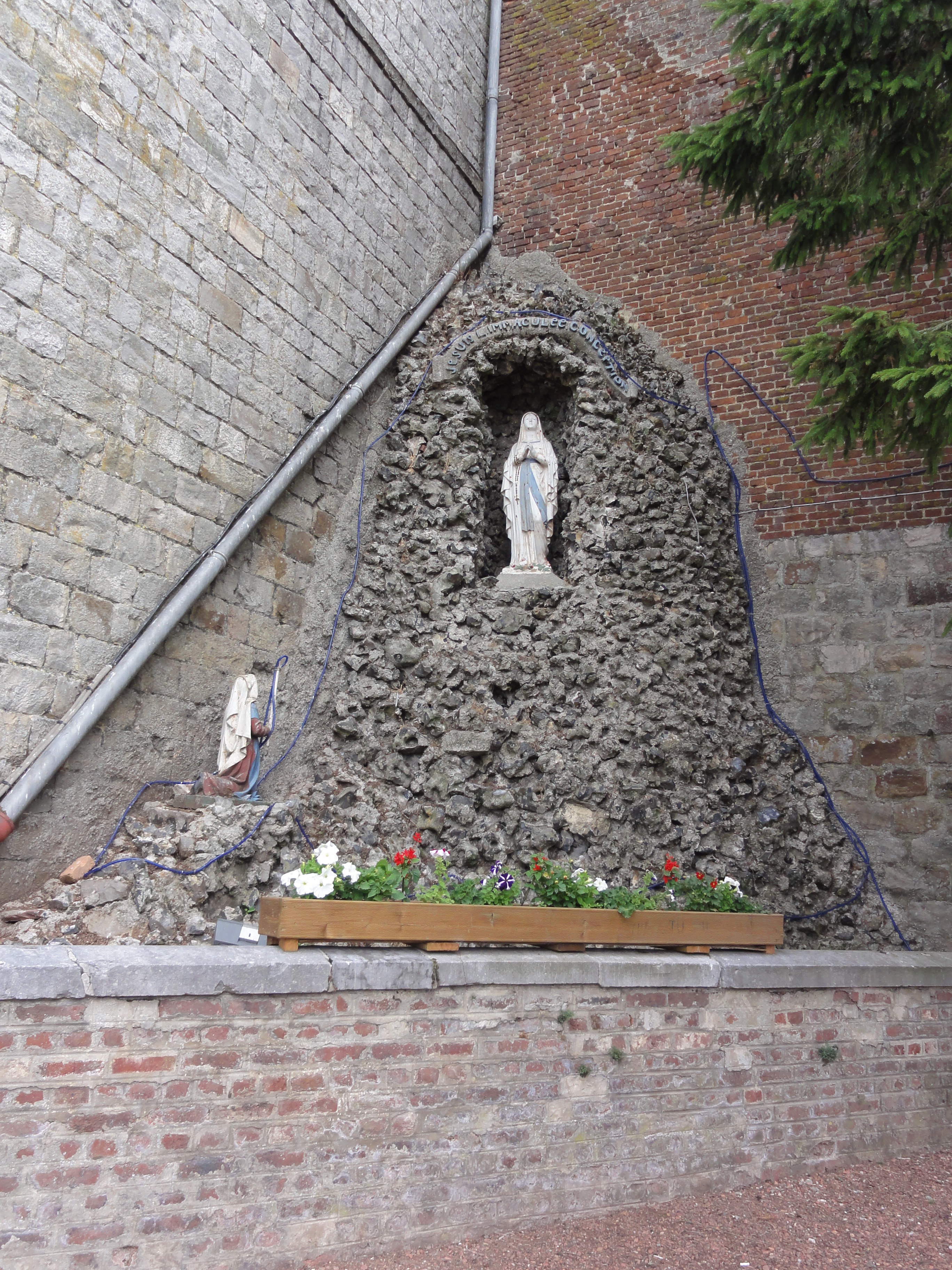
La grotte de Lourdes devant l'église
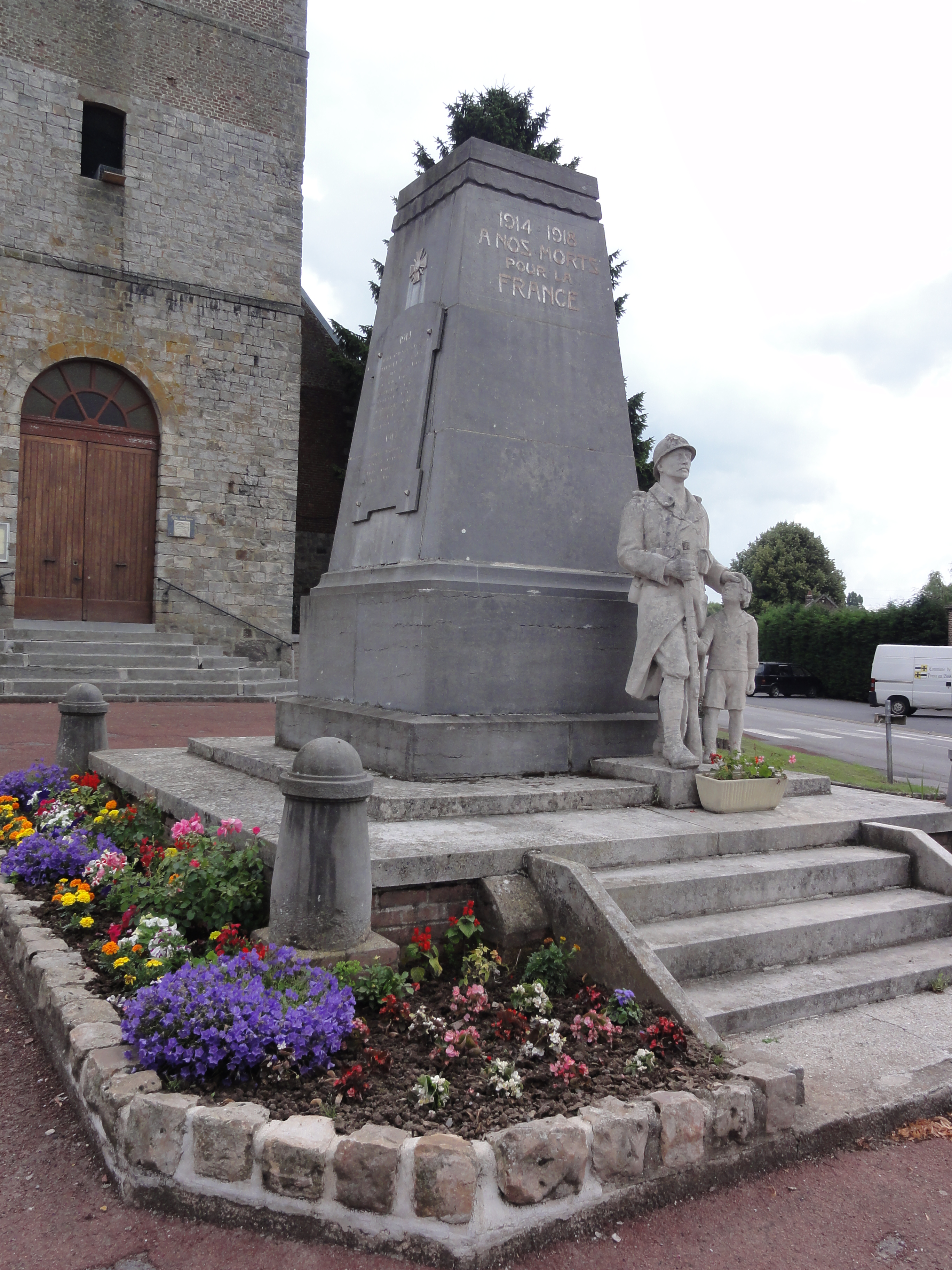
le monument aux morts
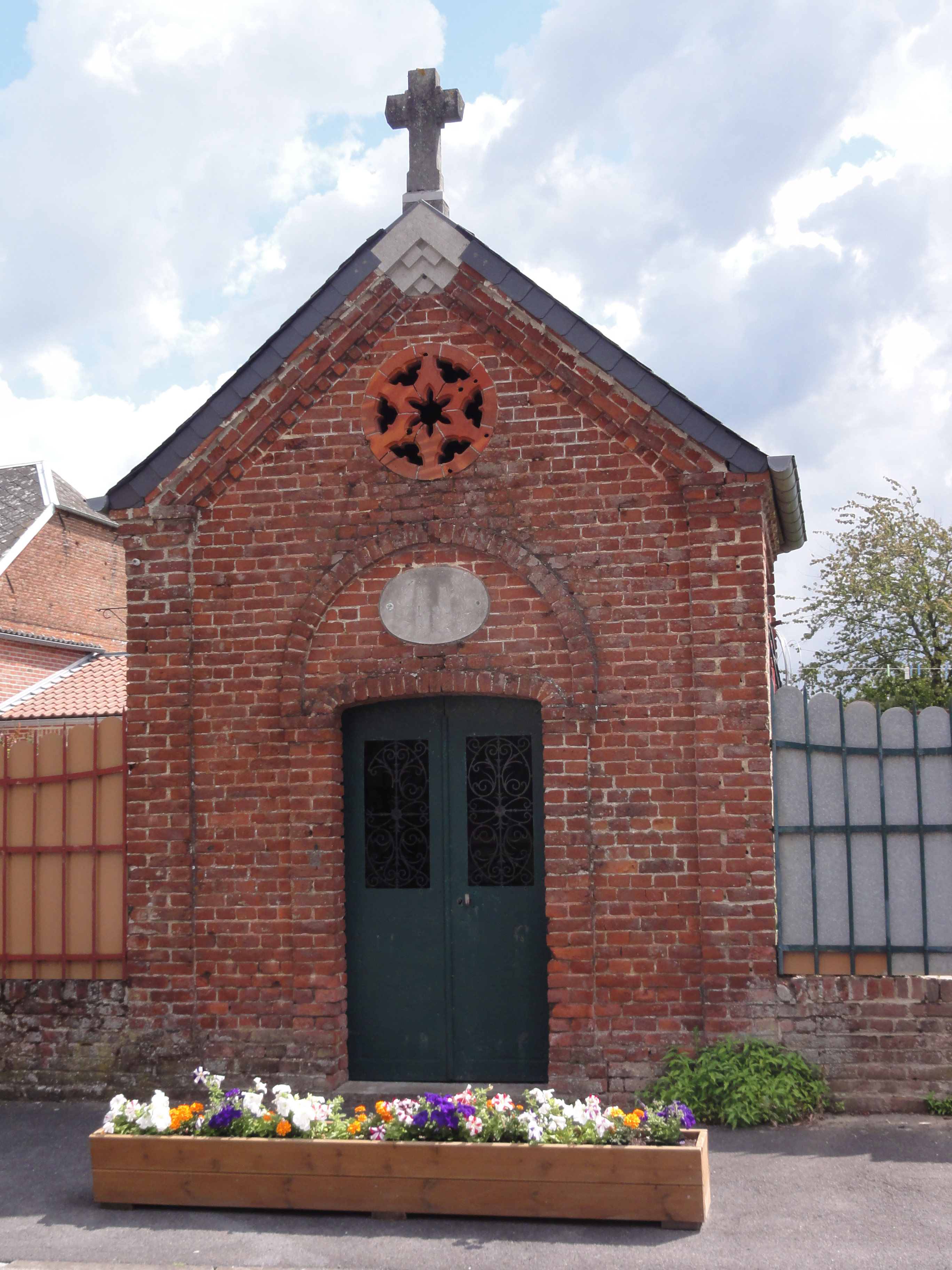
La chapelle Notre-Dame de Lourdes

### Personnalités liées à la commune
- Louise Thuliez (1881-1966), institutrice et licenciée en lettres, résistante durant les deux guerres mondiales, y est née.

### Preux-au-Bois dans les arts et la culture
L'écrivain Laurent Bourdelas fait allusion à ses ancêtres originaires de Preux dans son essai L'ivresse des rimes paru en 2011 chez Stock ; il en parle également dans un roman inédit à paraître, dont voici un extrait: "Emile, Paul, Vinoy, né le 20 août 1894 à Preux-aux-Bois dans le Nord, soldat, fantassin. Numéro de matricule: 8752, classe 1914... « Tué à l'ennemi », le 21 novembre 1914 au Bois de la Grurie, dans la Marne. En fait, porté disparu… Considéré comme « Mort pour la France » par le jugement rendu le 29 avril 1920 par le Tribunal d'Avesnes et transcrit le 27 mai 1920 à Landrecies, dans le Nord."[réf. nécessaire]

### Héraldique
| Blason de Preux-au-Bois | Blason  | Si : « Écartelé : aux 1 et 4, d'argent à la fasce de sable ; aux 2 et 3, d'or à la croix ancrée de sable. |
| Blason de Preux-au-Bois | Détails | Le statut officiel du blason reste à déterminer.                                                          |

## Pour approfondir